# Krems-okolica
Krems-okolica je jedan od 94 austrijskih kotara od 56.794 stanovnika.

## Zemljopisne karakteristike
Kotar Krems leži u Donjoj Austriji sjeverozapadno od Beča, on potpuno okružuje statutarni grad Krems, koji je i Administrativni centar kotara.
Krems na sjeveru graniči s kotarima Horn i Hollabrunn, na zapadu s Zwettlom, na istoka s Tullnom, na jugu s Melkom i na jugoistoka s kotarom Sankt Pölten-Land.

## Administrativna podjela kotara
Administrativni centar kotara je grad Krems
Krems je administrativno podijeljen na 30 općina od kojih 4 ima status grada, 20 ima status trgovišta, a njih 6 su obične općine;

### Gradovi
- Dürnstein
- Gföhl
- Langenlois
- Mautern an der Donau

### Trgovišta
- Aggsbach
- Albrechtsberg an der Großen Krems
- Furth bei Göttweig
- Grafenegg
- Hadersdorf-Kammern
- Krumau am Kamp
- Lengenfeld
- Lichtenau im Waldviertel
- Maria Laach am Jauerling
- Mühldorf
- Paudorf
- Rastenfeld
- Rossatz-Arnsdorf
- Sankt Leonhard am Hornerwald
- Schönberg am Kamp
- Senftenberg
- Spitz
- Straß im Straßertale
- Stratzing
- Weißenkirchen in der Wachau

### Općine
- Bergern im Dunkelsteinerwald
- Droß
- Gedersdorf
- Jaidhof
- Rohrendorf bei Krems
- Weinzierl am Walde

## Vanjske poveznice
- Službena stranica Kotara Krems  Arhivirana inačica izvorne stranice od 8. veljače 2017. (Wayback Machine) (njem.)